# Cratichneumon kochiensis
Cratichneumon kochiensis är en stekelart som beskrevs av Tohru Uchida 1935. Cratichneumon kochiensis ingår i släktet Cratichneumon och familjen brokparasitsteklar. Inga underarter finns listade i Catalogue of Life.